# Fjugesta
Fjugesta è una città della Svezia, capoluogo del comune di Lekeberg, nella contea di Örebro. Ha una popolazione di 2.063 abitanti.